# Kodak DCS

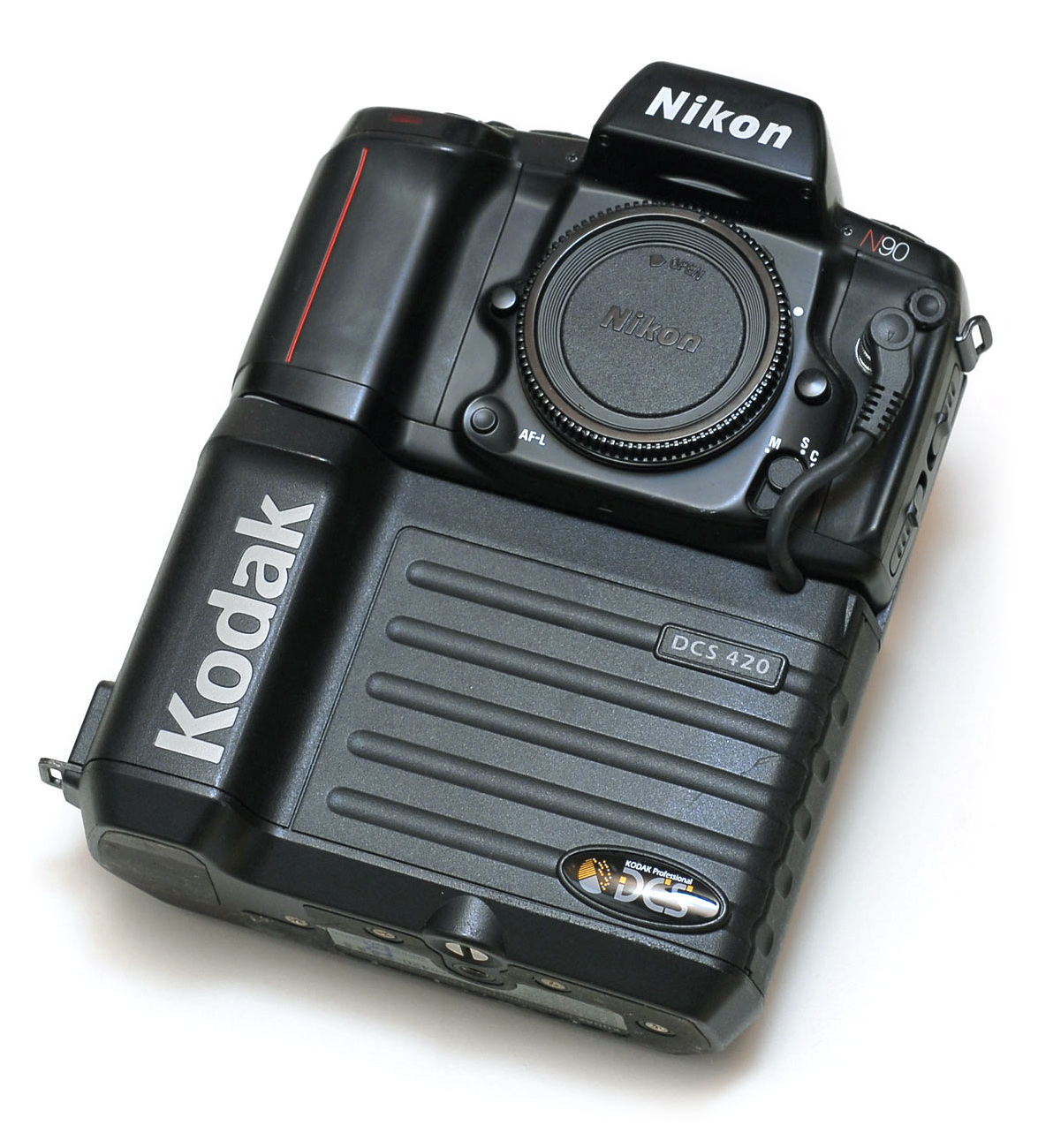
Una Kodak DCS 420, una SLR digital d'1,2 megapíxels basada en un cos Nikon F90.

El sistema de càmeres digitals Kodak és una sèrie de càmeres reflex digitals d'una sola lent i posteriors de càmeres digitals que Kodak va llançar la década de 1990 i la del 2000 i es va deixar de fabricar el 2005. Totes es basen en càmeres rèflex de pel·lícula de 35 mm existents de Nikon, Canon i Sigma. La gamma inclou la Kodak DCS original, la primera rèflex digital disponible comercialment.

## Història

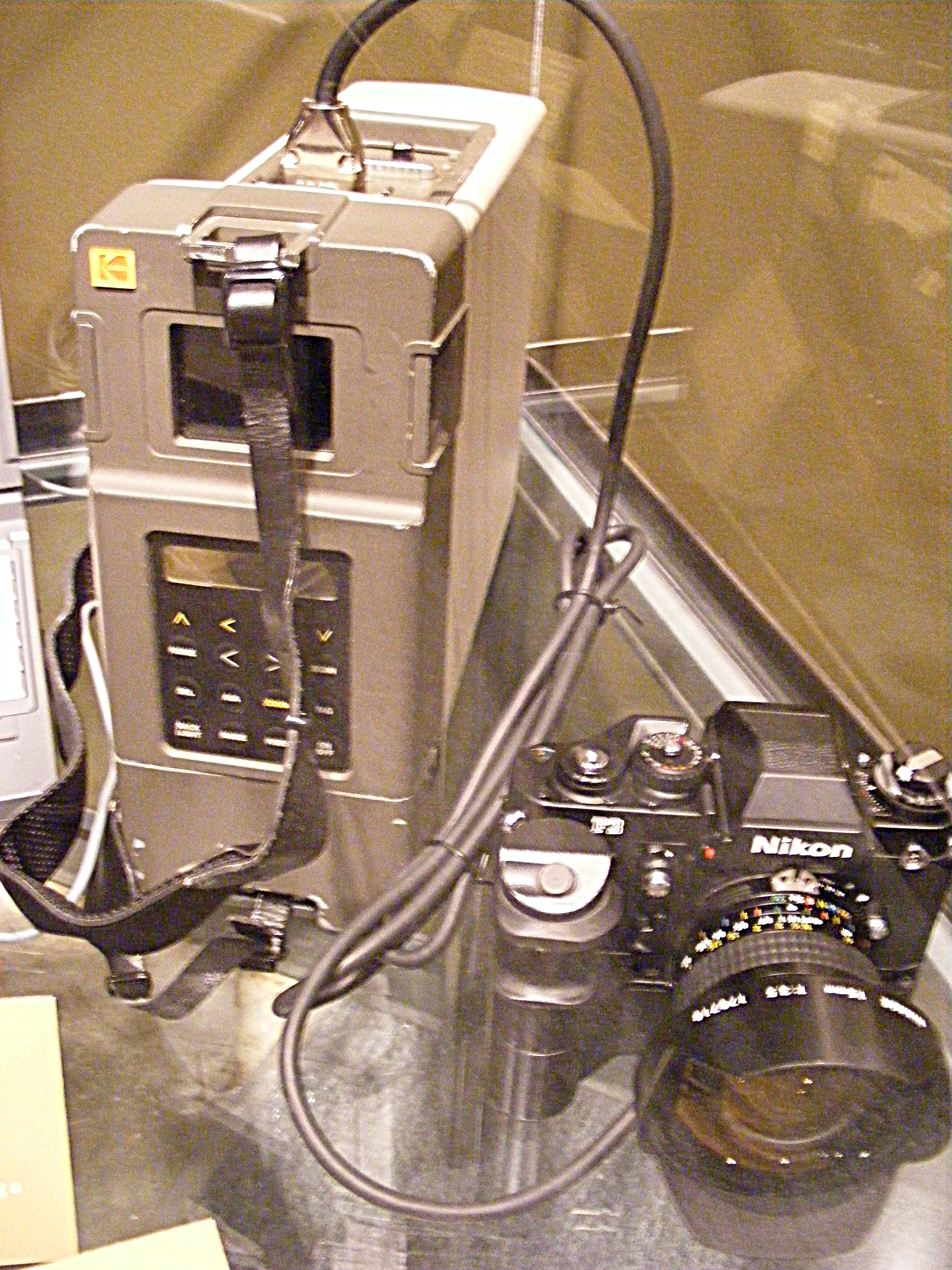
Kodak DCS 100, basada en un cos Nikon F3 amb unitat d'emmagatzematge digital, llançat al maig de 1991.

L'any 1975 l'enginyer de Kodak Steven Sasson va inventar la primera càmera fotogràfica digital, que utilitza un CCD Fairchild de 100 x 100 píxels. El 1986 Kodak havia desenvolupat un sensor amb 1,4 milions de píxels.
Es van fer una sèrie d'altres invents per augmentar la usabilitat, incloses les millores en la tecnologia de sensors, el primer format d'imatge en brut DCR, i programes reutilitzables. El Kodak DCS original es va llançar l'any 1991 i es basa en una rèflex Nikon F3 de sèrie amb components digitals. Utilitza un sensor Kodak KAF-1300 d'1,3 megapíxels i una unitat de processament i emmagatzematge separada a l'espatlla. La sèrie DCS 200 de 1992 condensa la unitat d'emmagatzematge en un mòdul que es va muntar a la base ia la part posterior d'una Nikon F-801s SLR. El mòdul conté un disc dur integrat de 80 megabytes i s'alimenta amb piles AA. Va ser seguit per la sèrie DCS 400 actualitzada de 1994, que substitueix el disc dur per una ranura per a targetes PCMCIA . La sèrie DCS 400 inclou el DCS 420 d'1,5 megapíxels i el Kodak DCS 460 de 6 megapíxels, que es va vendre al detall per 28.000 dòlars al llançament. En comú amb els posteriors models de 6 megapíxels de Kodak, el DCS 460 va utilitzar el guardonat sensor APS-H Kodak M6. Associated Press també va vendre una versió modificada del DCS 420 com a Associated Press NC2000. Paral·lelament a la sèrie DCS 400, Kodak també va vendre la gamma anàloga Kodak EOS DCS, que es basava en la Canon EOS-1N SLR. Amb l'excepció del DCS 100 original, aquests primers models no inclouen pantalles de vista prèvia LCD.
Els models posteriors de Kodak integren el mòdul digital amb el cos de la càmera més a fons i inclouen pantalles de vista prèvia LCD i bateries extraïbles. La sèrie DCS 500 de 1998 també es basa en la Canon EOS-1N i inclou la DCS 520 de 2 megapíxels i la DCS 560 de 6 megapíxels, que inicialment tenien un preu de venda suggerit de 28.500 dòlars. Aquests models també van ser venuts per Canon, com a Canon D2000 i D6000 respectivament, i van ser les primeres rèflex digitals venudes amb el nom de Canon. Kodak va utilitzar el mateix paquet electrònic per a la sèrie DCS 600, que es basa en la Nikon F5 . La gamma DCS 600 inclou el Kodak DCS 620x, un model d'alta sensibilitat amb un sensor d'òxid d'estany d'indi millorat i un filtre Bayer de color cian-magenta-groc, que té una configuració ISO superior única aleshores d'ISO 6400.

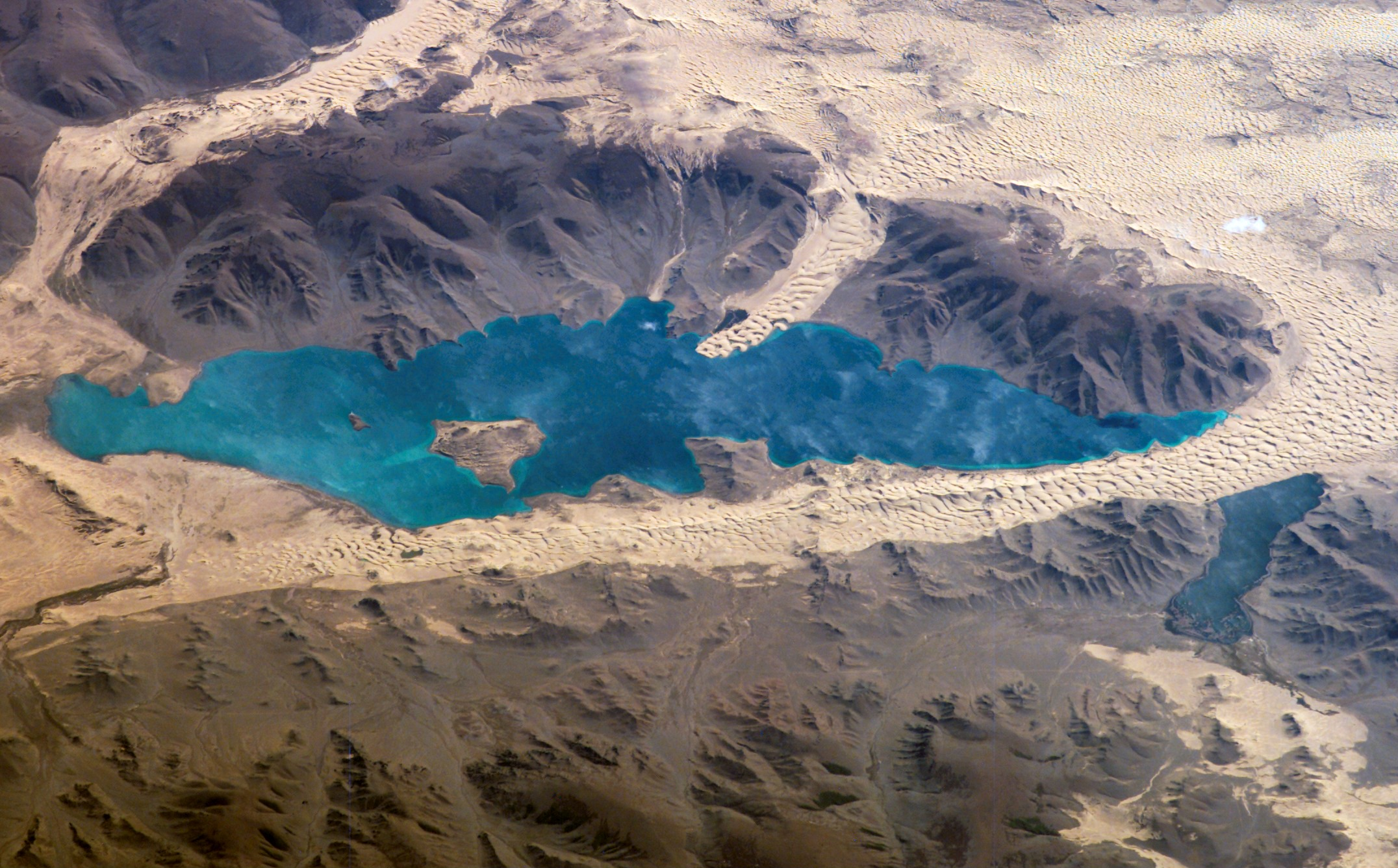
Vista presa amb una Kodak 760C des de l'òrbita.

Kodak va concloure la gamma DCS inicial amb la sèrie DCS 700, que inclou el DCS 720x de 2 megapíxels, el DCS 760 de 6 megapíxels i el DCS 760m de 6 megapíxels, que té un sensor monocrom. En el moment del llançament, Kodak es va enfrontar a la competència dels populars Nikon D1 i Nikon D1x, que eren físicament més petits i més barats. El preu de llista inicial del DCS 760 era de 8.000 dòlars.
La darrera generació de càmeres DCS de Kodak es va llançar amb la Kodak DCS Pro 14n, una SLR digital de fotograma complet de 14 megapíxels, el 2002, i va continuar amb la DCS PRO SLR/n actualitzada el 2004. Aquestes dues càmeres es basen en un cos Nikon F80 i són considerablement més compactes que les Kodak anteriors. Utilitzen sensors dissenyats per l'empresa belga d'imatge FillFactory. La DCS PRO SLR/n també va anar acompanyada de la DCS PRO SLR/c compatible amb Canon, que es basa en una SLR Sigma SA9. Kodak va deixar de fabricar les SLR/n i SLR/c el maig de 2005, per concentrar-se en càmeres digitals compactes i posteriors digitals de format mitjà de gamma alta per a Leaf, entre d'altres.
Kodak va continuar dissenyant i fabricant sensors d'imatge digital, inclòs el KAF-18500 de fotograma complet de 18 megapíxels, que s'utilitza al telèmetre digital Leica M9, fins que la seva divisió de sensors digitals es va vendre a Platinum Equity el 2012. Aquesta empresa de sensors digitals ara opera amb el nom de Trusense.

## Models

### Basats en Nikon de 35 mm

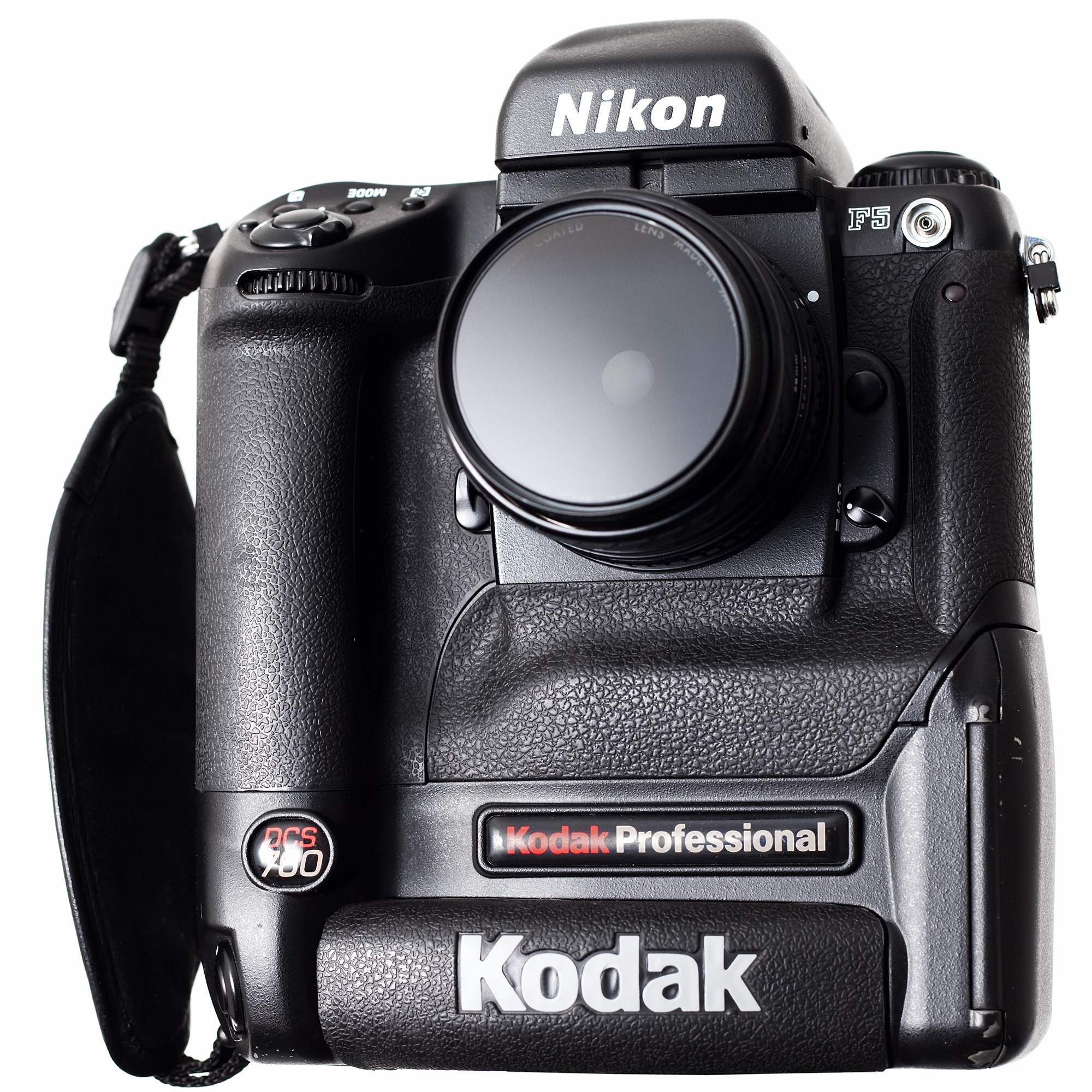
Una Kodak DCS 760, una SLR digital de sis megapíxels basada en una Nikon F5

Tots els models es basen en el cos de Nikon i utilitzen la montura F de Nikon.
- Kodak DCS - Maig de 1991, més tard anomenat DCS 100, primera càmera DSLR disponible comercialment, cos basat en Nikon F3. Moltes variants.
- Kodak DCS 200 - 1993, cos basat en Nikon F-801s (N8008s). Variants en color, monocrom i infrarojos.
- Sèrie Kodak NC2000 - Agost de 1994, cos basat en Nikon F90 /N90 i N90s, dissenyat en característiques de velocitat i soroll per a ús de premsa.
- Sèrie Kodak DCS 400 : agost de 1994, cos basat en Nikon F90 /N90 i Nikon F90s /N90s
- Sèrie Kodak DCS 600 - 1999, cos basat en Nikon F5
- Sèrie Kodak DCS 700 - 2001, cos basat en Nikon F5
- Kodak DCS Pro 14n - 2002, cos basat en Nikon F80, fotograma complet. La variant Kodak DCS Pro 14nx incorpora sensor actualitzat, memòria intermèdia i firmware de DCS Pro SLR/n.
- Kodak DCS Pro SLR/n - 2004, cos basat en Nikon F80, fotograma complet.

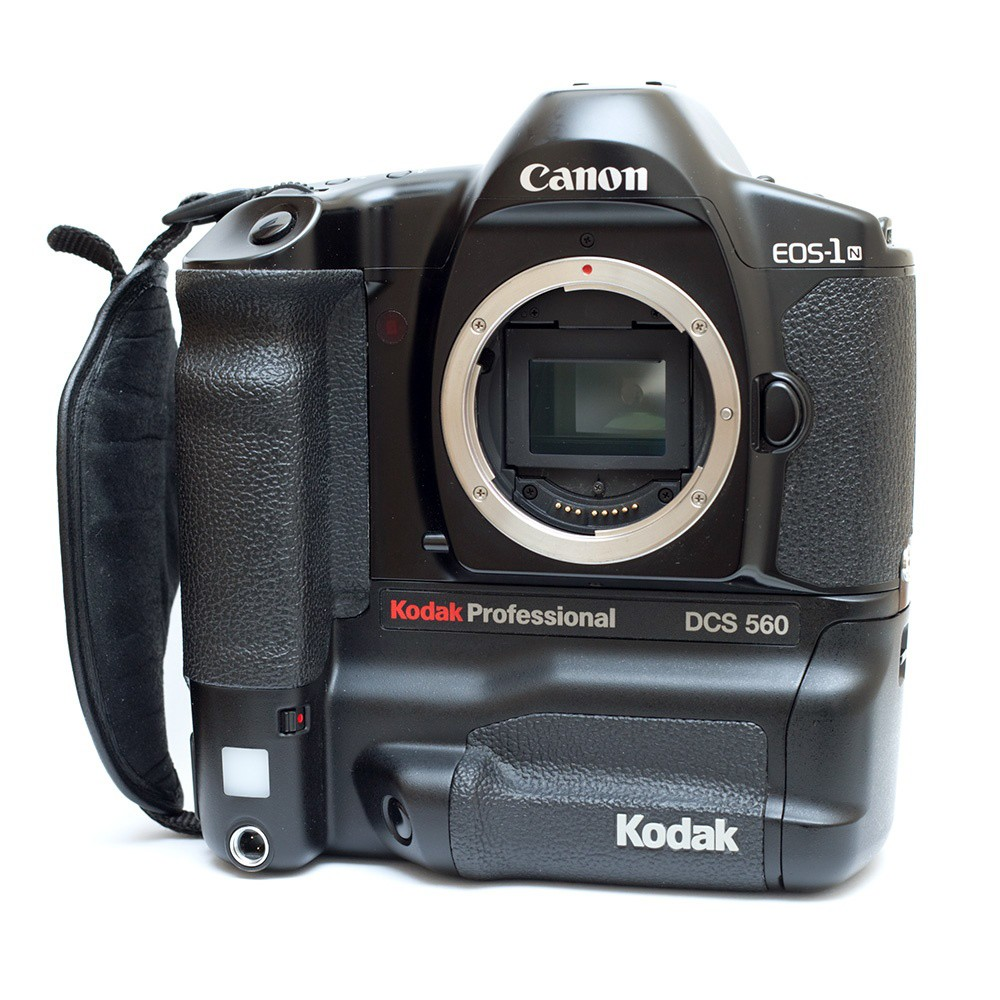
Una Kodak DCS 560, una SLR digital de sis megapíxels basada en una Canon EOS-1N

### Basats en APS de Nikon
- Sèrie Kodak DCS 300 : 1998 i 1999, amb un preu econòmic amb format professional Nikon APS SLR Pronea 600i i Pronea 6i, utilitza la montura F de Nikon i, a més, lents especials Nikkor IX (APS)

### Basats en Canon de 35 mm
Tots els models utilitzen la montura de lents EF de Canon.
- Sèrie Kodak EOS DCS - 1995, cos basat en Canon EOS-1n . Canon va canviar de nom com a EOS DCS 1, -3 i -5 .
- Sèrie Kodak DCS 500 - 1998, cos basat en Canon EOS-1n . Canon va canviar de nom com a Canon EOS D2000 i Canon EOS D6000
- Kodak DCS Pro SLR/c - 2004, Sigma SA9, amb muntatge i electrònica compatibles amb Canon EF.

### Part posterior de càmera de format mitjà
- Kodak DCS Pro 645 - 1995, càmera digital posterior de 6 megapíxels per a diverses càmeres de format mitjà com ara càmeres Hasselblad 500 / 503, Mamiya RB / RZ i Sinar
- Kodak DCS Pro Back / Plus / 645 - 2000, dors de càmera digital de 16 megapíxels per a diverses càmeres de format mitjà.